# Чикаго (фильм, 1927)
«Чикаго» (англ. Chicago) — американский немой криминальный комедийно-драматический фильм 1927 года режиссёра Фрэнка Урсона. Продюсировал ленту  Сесил Б. Демилль. Фильм стал первой экранизацией одноименной пьесы Морин Даллас Уоткинс. Роль Рокси Харт, жаждущей славы домохозяйки, которая хладнокровно убивает любовника и пытается заставить мужа взять вину, сыграла Филлис Хейвер.

## Сюжет
Сюжет фильма в целом следует тексту пьесы Морин Даллас Уоткинс «Чикаго» 1926 года, которая, в свою очередь, была основана на реальной истории Бьюлы Эннан, выведенной под именем Рокси Харт (Филлис Хейвер). Рокси оказывается в суде по обвинению в убийстве любовника.
По сравнению с пьесой фильм значительно дополнен на основе документальных материалов дела Бьюлы Эннан, а также вымышленными эпизодами для соответствия голливудским стандартам. Убийство, которое в пьесе показано в очень короткой сцене перед началом пьесы, значительно конкретизировано в фильме. Кроме того, муж Рокси, Амос Харт, играет в фильме гораздо более привлекательную и активную роль, чем в пьесе или в созданном на его основе мюзикле. Оригинальный финал изменен: в фильме Рокси наказана за преступление, что соответствовало голливудскими принципам не позволять преступникам получать слишком большую выгоду из своих преступлений.

## В ролях
- Филлис Хейвер — Рокси Харт
- Виктор Варкони — Амос Харт
- Вирджиния Брэдфорд — Кэти
- Роберт Эдесон — Билли Флинн
- Юджин Паллетт — Родни Кэсли
- Уорнер Ричмонд — помощник.окружного прокурора
- Т. Рой Барнс — репортер
- Кларенс Бертон — сержант полиции
- Джулия Фэй — Велма Келли
- Мэй Робсон — Матрона Мама Мортон

## Сохранения
Фильм долгое время было трудно увидеть, но после появления копии, предоставленной Архивом кино и телевидения Калифорнийского университета в Лос-Анджелесе он начал демонстрироваться на фестивалях и исторических кинотеатрах США. Благодаря этому репутация фильма возросла. Издательство Flicker Alley выпустило фильм на Blu-ray 6 октября 2020 года.
Копия фильма хранится в российском Госфильмофонде. .

## Другие версии
В 1975 году пьеса была адаптирована для постановки в качестве мюзикла. Музыку и текст к нему написали Джон Кандер и Фред Эбб. Постановка имела крупный коммерческий успех, в 2002 году на основе мюзикла был созданмузыкальный фильм с Рене Зеллвегер в главной роли, Кэтрин Зетой-Джонс в роли её подруги-убийцы Велмы Келли, Ричардом Гиром в роли адвоката Билли Флинна, Куин Латифой в роли Мамы Мортон и Джоном К. Рейли в роли Амоса Харта. Фильм также стал хитом и получил премию «Оскар» за лучший фильм в 2003 году.